# Haninge Lokalparti
Haninge Lokalparti är ett politiskt parti registrerat för val till kommunfullmäktige i Haninge kommun i Sverige. Partiet hette tidigare (före 2005) Västerhaninge-Tungelsta partiet och fanns representerat i kommunfullmäktige 1994–2006.

## Historia
Partiet bildades 1994 med målsättningen att återgå till den kommunindelning som gällde innan 1971, då Österhaninge landskommun och Västerhaninge landskommun slogs samman till Haninge kommun. År 2005 bytte partiet namn till Haninge lokalparti. Mandatet till kommunfullmäktige 2002 fick de i valkretsen Haninge Södra, där de fick 5,0 procent av rösterna. Om de hade fått fem röster till i valkretsen hade de fått ett andra mandat.

## Valresultat
| År   | Andel röster | Antal mandat |
| ---- | ------------ | ------------ |
| 1994 | 6,8 %        | 4 (av 61)    |
| 1998 | 4,1 %        | 2 (av 61)    |
| 2002 | 2,3 %        | 1 (av 61)    |

(Andel röster avser hela kommunen)